# Henri Catargi
Henri Catargi, né le 6 décembre 1894 à Bucarest et mort le 19 juillet 1976 dans la même ville, est un artiste peintre roumain.

## Biographie
Henri Catargi est né le 6 décembre 1894 à Bucarest.
Il étudie le droit, puis la peinture de 1919 à 1922 à l'Académie Julian et à l'Académie Ranson à Paris sous Maurice Denis, Edouard Vuillard, Félix Vallotton et Roger Bissière, et travaille également dans les ateliers d'André Lhote et de Marcel Gromaire.
Henri Catargi est mort en 1976 dans sa ville natale.